# Вальвиг
Вальвиг (нем. Valwig) — община в Германии, в земле Рейнланд-Пфальц.
Входит в состав района Кохем-Целль. Подчиняется управлению Кохем-Ланд. Население составляет 466 человек (на 31 декабря 2010 года). Занимает площадь 5,70 км².
Город подразделяется на 2 городских района.